# Det vackraste jag vet
Det vackraste jag vet skrevs av Ingela "Pling" Forsman och Michael Saxell och är sången som Gladys del Pilar sjöng då bidraget slutade på andra plats i Melodifestivalen 1994. Sången vann också OGAE Second Chance Contest i den europeiska omröstningen och valdes till Bästa OGAE-sång i Europa 1994.